# Новосіль
Новосіль (рос. Новосиль) — місто в Росії, адміністративний центр Новосільського району Орловської області.
Населення 3,9 тис. чол. (2009).
Місто розташоване в межах Середньоруської височини, на правому березі річки Зуші, на автомобільній дорозі Орел — Єфремов за 77 км на схід від Орла.

## Етимологія
Назва «Новосіль» означає «нове село (селище), новосілля», що також не виключає можливість того, що на цьому місці або поруч у 1-му тисячолітті існувало інше село або містечко, зруйноване стихією або нападом.
Новосіль є скороченим варіантом «Нововасиль», «Нововасильків», від ймення сина Юрія Довгорукого Василя Юрійовича, союзника Святослава Ольговича у боротьбі Ольговичів з Давидовичами.

## Археологія
Тут виявлено 4 городища верхньоокської культури: Новосільське, Воротинцівське, В'яжівське й Духовське. Згодом тут існувала мощинська культура балтійського народу голядь. З 700 року тут оселяються в'ятичі.

## Історія
Перша збережена письмова згадка в 1155 році як міста Чернігівського князівства у сіверській волості Лісова земля. Також дехто з місцевих краєзнавців зазначає, що Новосіль заснували (або відновили) кочові хозарські племена.
На початку XIV століття центр удільного Новосільского князівства, в XV столітті входив до складу Великого князівства Литовського.
Новосільські князі після розгрому Новосіля Мамаєм у 1378 році перенесли столицю князівства у Одоєв.
У XVI—XVII століттях був одним з укріплених пунктів оборонної лінії на південних рубежах Московської держави. У 1719 році увійшов до Орловської провінції Київської, а з 1727 — Бєлгородської губернії. У 1777 році зарахований до Тульського намісництва (з 1796 — губернії).
У 1925 році Новосільській повіт з Тульської губернії був переданий в Орловську. У 1928 році став центром району Орловського округу Центрально-Чорноземної області. У 1934 році увійшов до складу Курської, а в 1937 — Орловської області.